# Anne Enderwitz
Anne Enderwitz (* 1974) ist eine deutsche Anglistin und Hochschullehrerin.

## Leben
Enderwitz studierte Anglistik und Philosophie an der Freien Universität Berlin, an der Humboldt-Universität zu Berlin und an der University of Edinburgh. 2005 bestand sie ihr Staatsexamen. Anschließend wurde sie Marie Curie Fellow am Centre for European Studies des University College London. Dort wurde sie mit der Dissertation Melancholic Modernism: Freud, Conrad and Ford promoviert. Von 2007 bis 2010 war sie als wissenschaftliche Mitarbeiterin am Lehrstuhl für anglistische Literatur- und Kulturwissenschaft an der Friedrich-Alexander-Universität Erlangen tätig, 2010/2011 Stipendiatin der Friedrich Schlegel Graduiertenschule der FU Berlin mit dem Erzählungen von Krankheit. Autopathographische Schriften. Ab 2011 war sie wissenschaftliche Mitarbeiterin bei Claudia Olk am Peter Szondi-Institut für Allgemeine und Vergleichende Literaturwissenschaft der FU Berlin. Unterbrochen wurde diese Tätigkeit von 2015 bis 2017 durch eine Dahlem International Network Postdoc-Stelle. Sie habilitierte sich an der FU Berlin 2017 mit der Arbeit Economies of Early Modern English Drama. Sie lehrte als Privatdozentin an der FU Berlin und vertrat 2018/2019 die Professur für Englische Literatur an der Universität München.
Enderwitz nahm zunächst einen Ruf an die Justus-Liebig-Universität Gießen auf die W3-Professur für Neuere englische und amerikanische Literatur an, kurz darauf, im Herbst 2020, folgte sie einem Ruf als Professorin für Englische Literatur an die Humboldt-Universität zu Berlin.
Ihre Forschungsfelder sind Literatur und Kultur der Frühen Neuzeit, Wirtschaft und Literatur, literarische Adaption, Liebe und Literatur, moderne und zeitgenössische Literatur und Geschlechterforschung.
Enderwitz ist seit 2014 Vorstandsmitglied der Deutschen Shakespeare-Gesellschaft.

## Schriften (Auswahl)
- Modernist melancholia. Freud, Conrad and Ford. Basingstoke 2015, ISBN 978-1-137-44431-8.
- mit Irina O. Rajewsky (Hg.): Fiktion im Vergleich der Künste und Medien. Berlin 2016, ISBN 3-11-049642-9.